# Іоан (архієпископ Тиранський)
Архієпископ Іоан (алб. Mitropolit Joan, грец. Μητροπολίτης Ιωάννης, в миру Фатмір Пелуші; 1 січня 1956, Тирана Албанія) — єпископ Албанської православної церкви, її предстоятель з титулом Архієпископ Тирани, Дуресу і всієї Албанії із березня 2025.
До того – митрополит Корчинський з 20 липня 1998 по 16 березня 2025  . Місцеблюститель престолу предстоятеля Албанської церкви з 25 січня по 16 березня 2025.

## Біографія
Народився 1 січня 1956 в родині мусульман-бекташів у Тирані.
24 червня 1979 був таємно хрещений. Працював у психлікарні.
Після падіння комуністичного режиму вступив до Грецької православної школи Святого Хреста в Бостоні, при Американській архієпархії Вселенського патріархату. Випустився в 1993 році після чого повернувся до Албанії.
27 лютого 1994 рукоположений в Сан диякона, 4 грудня 1994 — священника.
У 1995 році виїхав до США для продовження навчання. У 1996 році знову повернувся до Албанії і був призначений помічником ректора Духовної семінарії Воскресіння Христового (тоді Академії) у Дурресі з возведенням у сан архімандрита 19 листопада того ж року.
На установчому засіданні новоствореного Священного Синоду Албанської Православної Церкви 18 липня 1998 року в Тирані архімандрита Іоана було обрано митрополитом Корчі.
20 липня 1998 архієпископом Анастасієм та членами Священного Синоду Церкви Албанії висвячений на єпископа. 25 липня того ж року був інтронізований на митрополита Корчі.
25 січня 2025 після смерті архієпископа Анастасія на позачерговому засіданні Священного Синоду обраний тимчасовим місцеблюстителем архієпископського престолу.
16 березня 2025 Священним Синодом Православної церкви Албанії був обраний її предстоятелем з титулом архієпископа Тирани, Дуресу і всієї Албанії.

## Нагороди
- Орден «За заслуги» I ст. (Україна, 27 липня 2013) — за значний особистий внесок у розвиток духовності, багаторічну плідну церковну діяльність та з нагоди відзначення в Україні 1025-річчя хрещення Київської Русі[10].